# Елбрус
Елбрус (рус. Эльбрус) је угашени стратовулкан на Кавказу чији западни врх (Западни Елбрус) са надморском висином од 5.642 m представља највиши врх Европе и Русије. Други део некадашњег вулканског гротла је источни врх (Источни Елбрус) са надморском висином од 5.621 m. Налази се на југу европског дела Русије, недалеко од границе са Грузијом и удаљен је 65 km од града Кисловодска. Данас се на Елбрусу налази велики скијашки центар са системом жичара и гондола које излазе до висине од око 3.800 m нмв на којој се налазе тзв. Дизел склоништа. Скијање на његовим падинама траје током читаве године јер се граница сталног снега налази нешто испод 3.700 m нмв.
Док се гледишта разликују у погледу расподеле Кавказа између Европе и Азије, најрелевантнији модерни ауторитети дефинишу континенталну границу као кавкаску вододелницу, стављајући Елбус у Европу услед његове позиције на северној страни слива у Русији.

## Географска поставка
Елбрус се налази 20 km (12 mi) северно од главног ланца of the Великог Кавказа и 65 km (40 mi) јужно-југозападно од руског града Кисловодска. Његова перманентна ледена капа напаја 22 глечера, из којих настају реке Баксан, Кубањ и Малка.
Елбрус седи на покретној тектонској области, и повезан је са раседом. Залиха магме лежи дубоко испод неактивног вулкана.

## Успон на врх
Успон на врх Елбруса се обавља готово искључиво јужном страном и започиње у сеоцима Терскол и Чегет која се налази испод самог Елбруса на надморској висини од око 2.100 m. На њих се надовезује туристичко насеље Азау на чијем се крају (на око 2.300 m) налази почетак скијашких терена и полазиште гондола и жичара, као и стазе којом се пешице отпочиње успон на врх.
Поред успона уском стазом ка врху, први део успона је могуће прећи и гондолама које прво излазе на висину од око 2.900 m нвм, а потом и на 3.460 m нмв до станице Мир. Од ње се наставља широка стаза која прати двоседну жичару која излази на око 3.900 m до тзв. склоништа Цистерна.
Успон се даље наставља широким гребеном, између два ледника, покривеним вечитим снегом који је заправо утабана скијашка стаза који релативно благо води до надморске висине од око 4.157 m на којој се налази склониште Пријут 11 односно Дизел склониште, неколико мањих стамбених контејнера и рушевине старог склоништа Пријут које је страдало у великом пожару 1999. године у коме је погинуло неколико планинара. Ова висина представља место на коме се поставља последњи висински логор и са кога се креће на завршни успон ка врху до кога треба савладати још око 1.500 m нмв. Овај сегмент успона је такође могуће прећи и помоћу ратрака који превозе како планинаре, тако и љубитеље зимских спортова који се потом спуштају низбрдо до склоништа Цистерна.
Завршни успон који почиње од Пријута наставља да прати гребен чији је нагиб одатле много оштрији и који се полако сужава до стене Пастухова (највиша тачка до које излазе ратраци) на око 4.670 m нмв после чега почиње најопаснији део успона током кога је неопходно праћење јарких маркера који обележавају најсигурнији пролаз ка врху због великог броја пукотина у снегу које се налазе на том делу Елбруса. Уска снежна стаза води до под источни врх на око 4.950 m нмв, после чега почиње да га обилази, а сам нагиб успона се опет драстично ублажава.
Последњи сегмент успона представља обилазак око подножја источног врха изнад ледника до седловине између два врха која се налази на висини од око 5.416 m и на којој има скромних остатака мањег склоништа. Са ње полазе маркиране стазе које воде ка највишем западном врху (5.642 m нмв) и нешто нижем источном врху (5.621 m нмв), на чијим се обронцима налазе остаци британског Ленд Ровер Дефендера.
Прва жена са инвалидитетом која је освојила Елбрус је Данијела Јовановић која је 11.08. 2008. године изашла на врх између 9 и 10 часова по локалном времену. Она је рођена са тешким инвалидитетом, без шака и стопала, а спортом је почела да се бави 2001. године.

## Еруптивна историја
Планина Елбрус је настала пре више од 2,5 милиона година. Вулкан се тренутно сматра неактивним. Елбрус је био активан у холоцену, а према Глобалном програму вулканизма, последња ерупција се догодила око 50. године наше ере. Докази о недавном вулканизму укључују неколико токова лаве на планини, који изгледају свеже, и отприлике 260 km2 (100 sq mi) вулканских остатака. Најдужи ток се протеже 24 km (15 mi) низ североисточни врх, што указује на велику ерупцију. Постоје и други знаци активности на вулкану, укључујући солфатарну активност и топле изворе. Западни врх има добро очуван вулкански кратер пречника око 250 m (820 ft).

## Историја

### Грчка митологија
У Путопису Црног мора, написаном на грчком око 130. године, Аријан је поменуо врх на Кавказу по имену Стробил: „… када смо скренули од Астелфоса ка Диоскурији, видели смо Кавкаски ланац […] Истакнут је један врх Кавказа — име врха било је Стробил — где је према причи Прометеја Хефест обешен по Зевсовом налогу”. (У грчкој митологији, Титан Прометеј је био окован на Кавказу као казна за крађу ватре од богова и њеног давања човечанству.) Аријанов Strobilos, или латинизовани Strobilus, касније је идентификован као Елбрус од стране неких писаца као што је Даглас Фрешфилд у истраживању Кавказа (1896). Фрешфилд је Елбрус назвао „по облику шишарке” ради етимологије. Старогрчка реч strobilos означава ротирајуће или уврнуте објекте као што су врх или шишарка.

### Рани успони (1829—1930-е)
На нижи од два врха први пут се попео 22. јула [по јулијанском 10. јула] 1829. Хилар Хачиров, водич за научну експедицију Царске руске војске коју је предводио генерал Ђорђе Арсенијевић Емануел, а на виши (за око 40 m (130 ft)) 1874. године енглеска експедиција коју је предводио Ф. Крауфорд Гроув и која је укључивала Фредерика Гарднера, Хораса Волкера и швајцарског водича Питера Кнубела из кантона Вале и водича Ахија Сотајева. Током раних година Совјетског Савеза, планинарење је постало популаран спорт становништва, и на планини је био огроман промет. Дана 17. марта 1936, група од 33 неискусних комсомолца покушала је успон на планину и завршила са четири смртна случаја када су се оклизнули на леду и пали са смртним исходом.